# Inde danoise

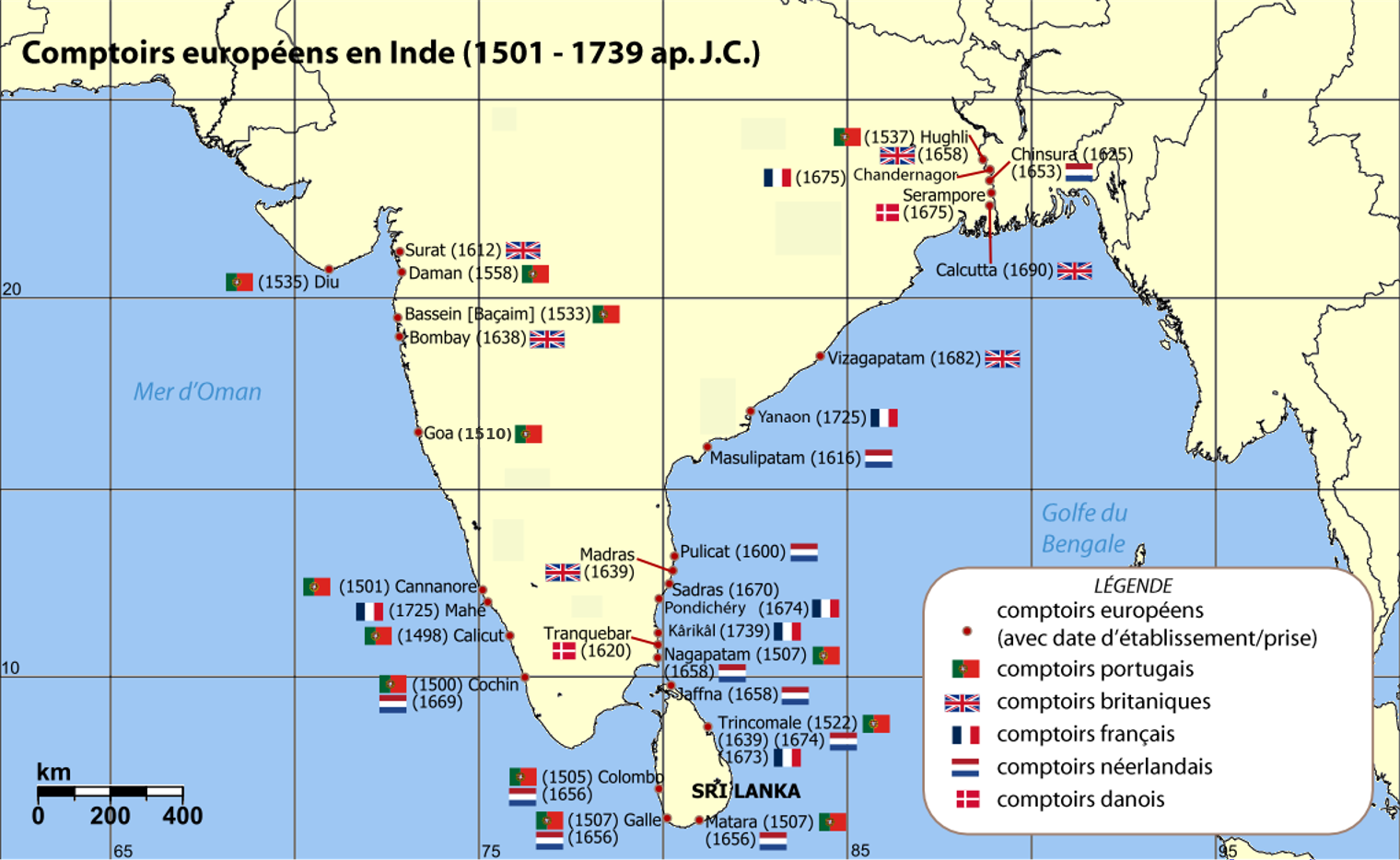
Territoires des nations européennes en Inde de 1501 à 1739.

Possessions danoises 1620-1845 en Inde.

L'Inde danoise, est le nom donné aux anciennes possessions danoises en Inde.

## Histoire
Les colonies danoises en Inde ont été fondées par la Compagnie danoise des Indes orientales, qui a existé du XVIIe au XIXe siècle. La capitale des colonies danoises était Fort Dansborg, à Tranquebar, fondé en 1620 sur la côte de Coromandel. Le tout forme une superficie de quelque 3 200 km2 à l'apogée de la colonie, vers 1760 (dont environ 1 841 km2 pour les îles Nicobar). Les langues principales y sont alors déjà le bengali et le tamoul.  
En 1845, les derniers comptoirs danois ont une superficie de quelque 350 km2. 
Les Danois établissent également plusieurs comptoirs commerciaux, gouvernés à partir de Tranquebar :
- Tranquebar (1620 - 1845)
- Oddeway Torre (da), sur la côte de Malabar (1696 – 1722)
- Dannemarksnagore à Gondalpara (en), au sud-est de Chandernagor (1698 – 1714)
- Kozhikode (Calicut) (1752 – 1791)
- Serampore (Srirampur, Frederiksnagore) (1755 – 1845)
- Frederiksøerne, c'est-à-dire les îles Nicobar (1754 – 1756)
- Balasore (Baleshwar) (1763 – 1845)

En 1779, la Compagnie cède ses possessions au gouvernement, et elles deviennent des colonies de la couronne danoise.
En 1789, les îles Andaman deviennent britanniques. Durant les guerres napoléoniennes, les Britanniques attaquent les navires danois, et ruinent le marché de la Compagnie danoise des Indes orientales. Ils occupent également Dansborg et Frederiksnagore à deux reprises (1801 – 1802 et 1805 – 1815).
Les colonies danoises déclinent, et finissent par être absorbées par l'Inde britannique : les Danois vendent Frederiksnagore en 1839, puis Tranquebar et la plupart de leurs possessions moindres en 1845. En 1869, les droits danois sur les îles Nicobar, progressivement abandonnés depuis 1848, sont vendus aux Britanniques.
En 1845, les Britanniques souhaitent que les Danois restent en Inde, en conservant leurs comptoirs, comme pour les Portugais, et les Français, mais la présence des Danois serait seulement symbolique, les derniers comptoirs Danois étant complètement dépendants économiquement des Indes Britanniques. Les Danois préfèrent renoncer, et cèdent leurs derniers comptoirs en 1845.

### Galerie

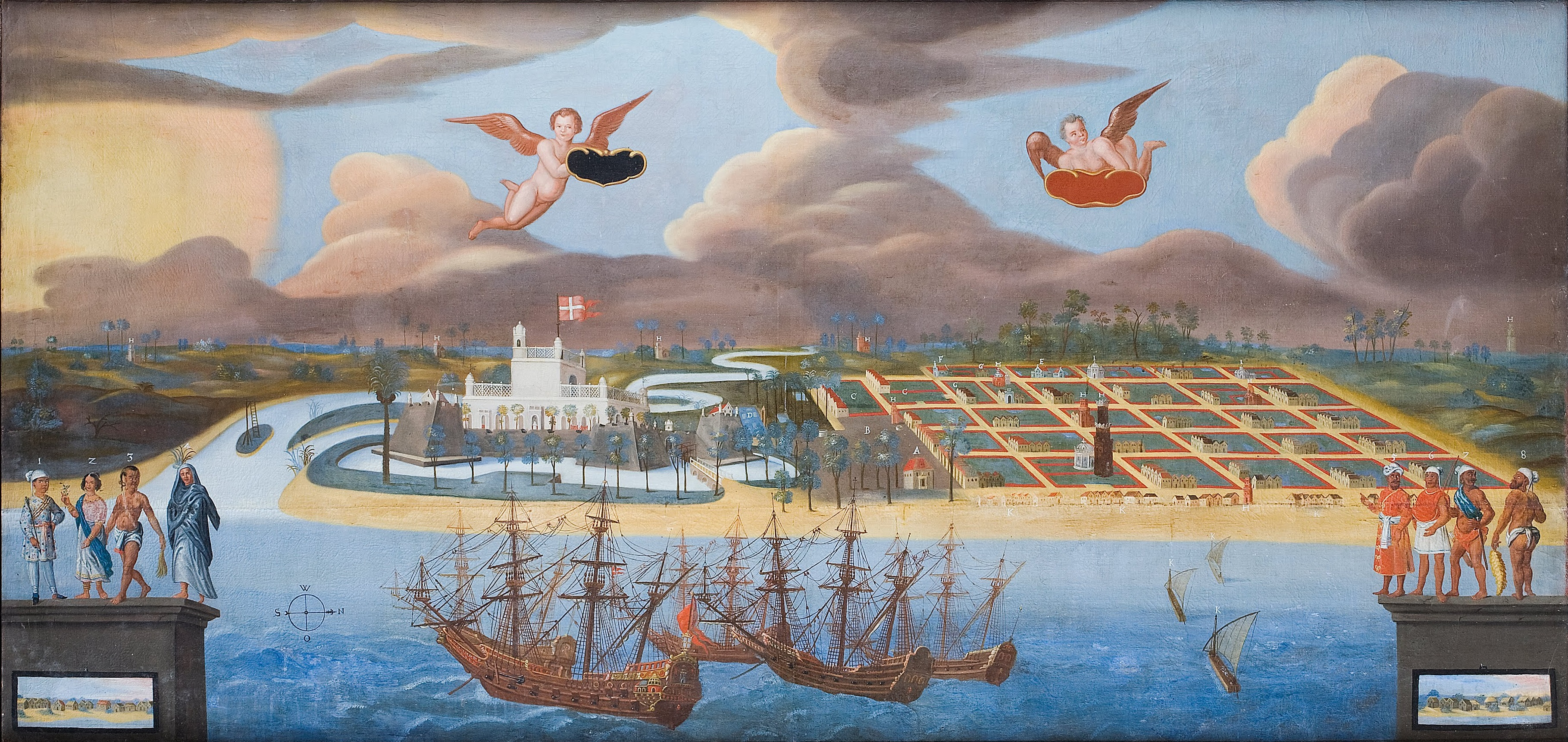
Tranquebar (1658).
Tranquebar (1730).
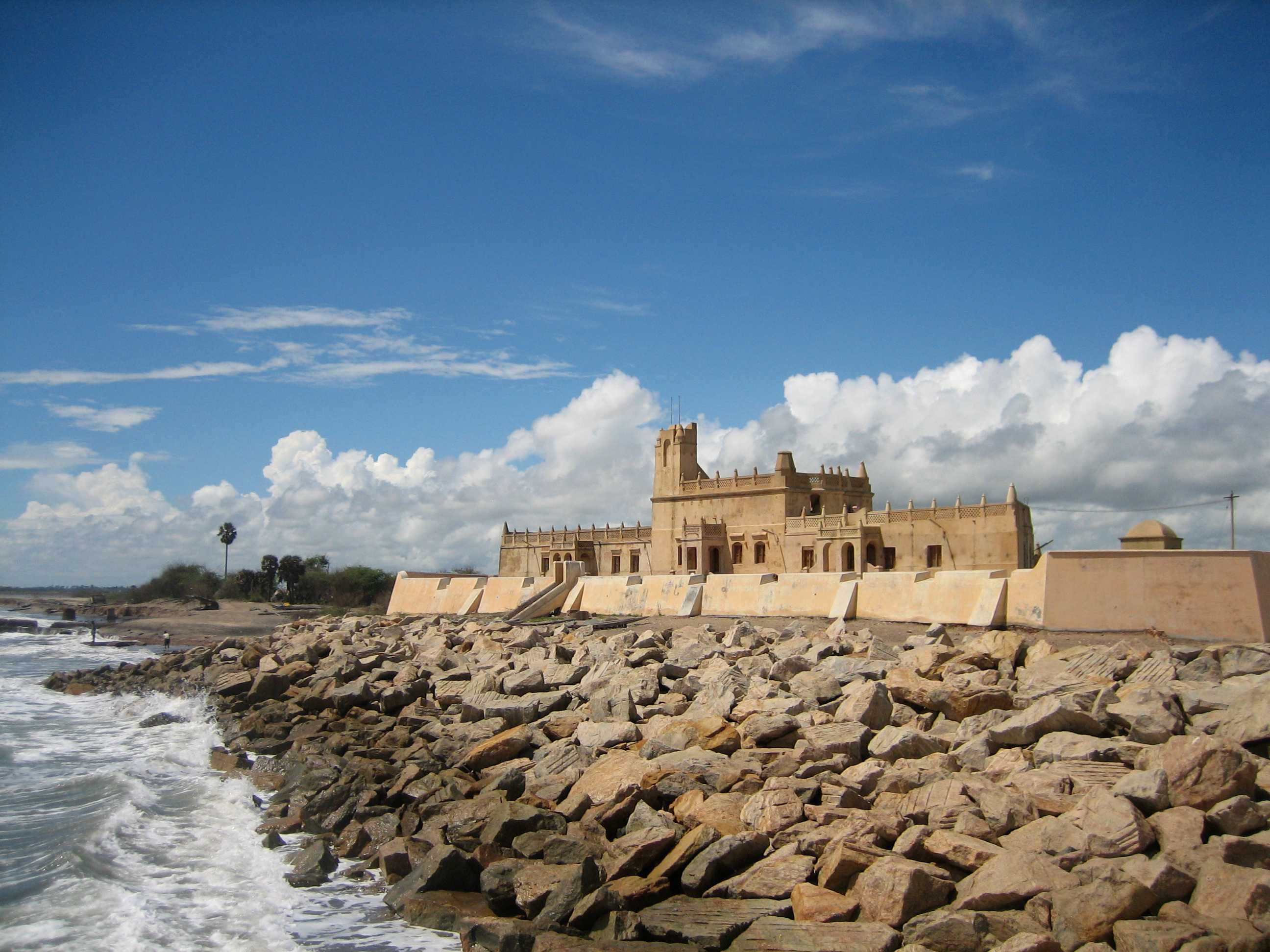
Fort Dansborg, Tranquebar.
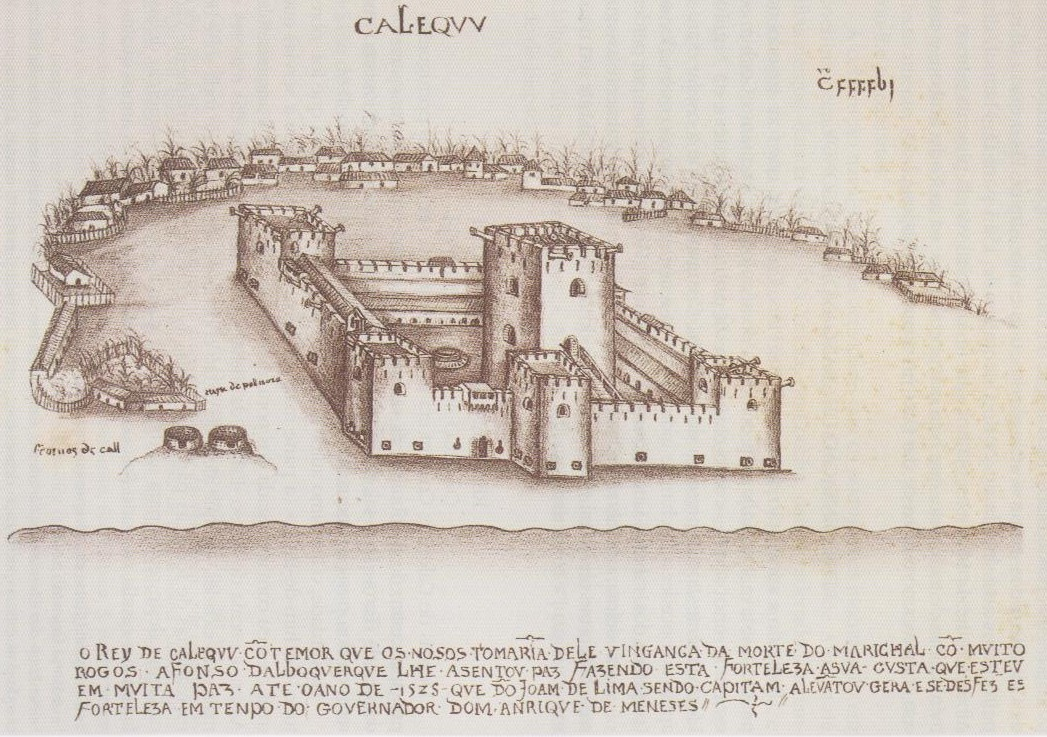
Fort de Calicut (1700 ?).
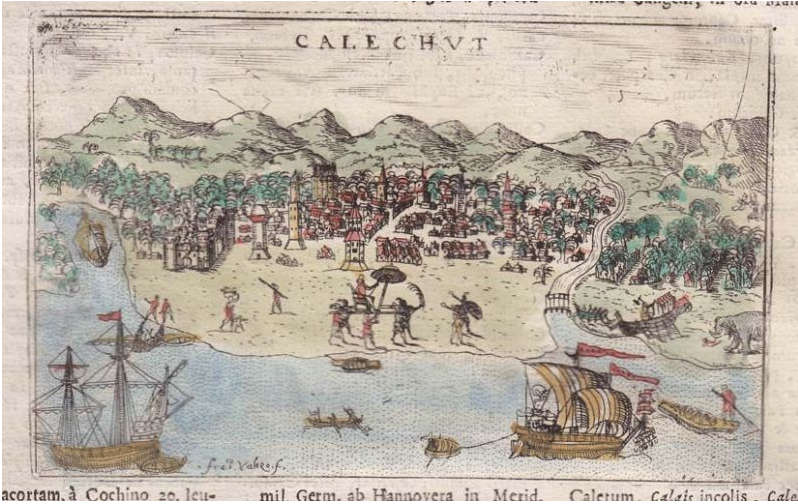
Calicut (1713).
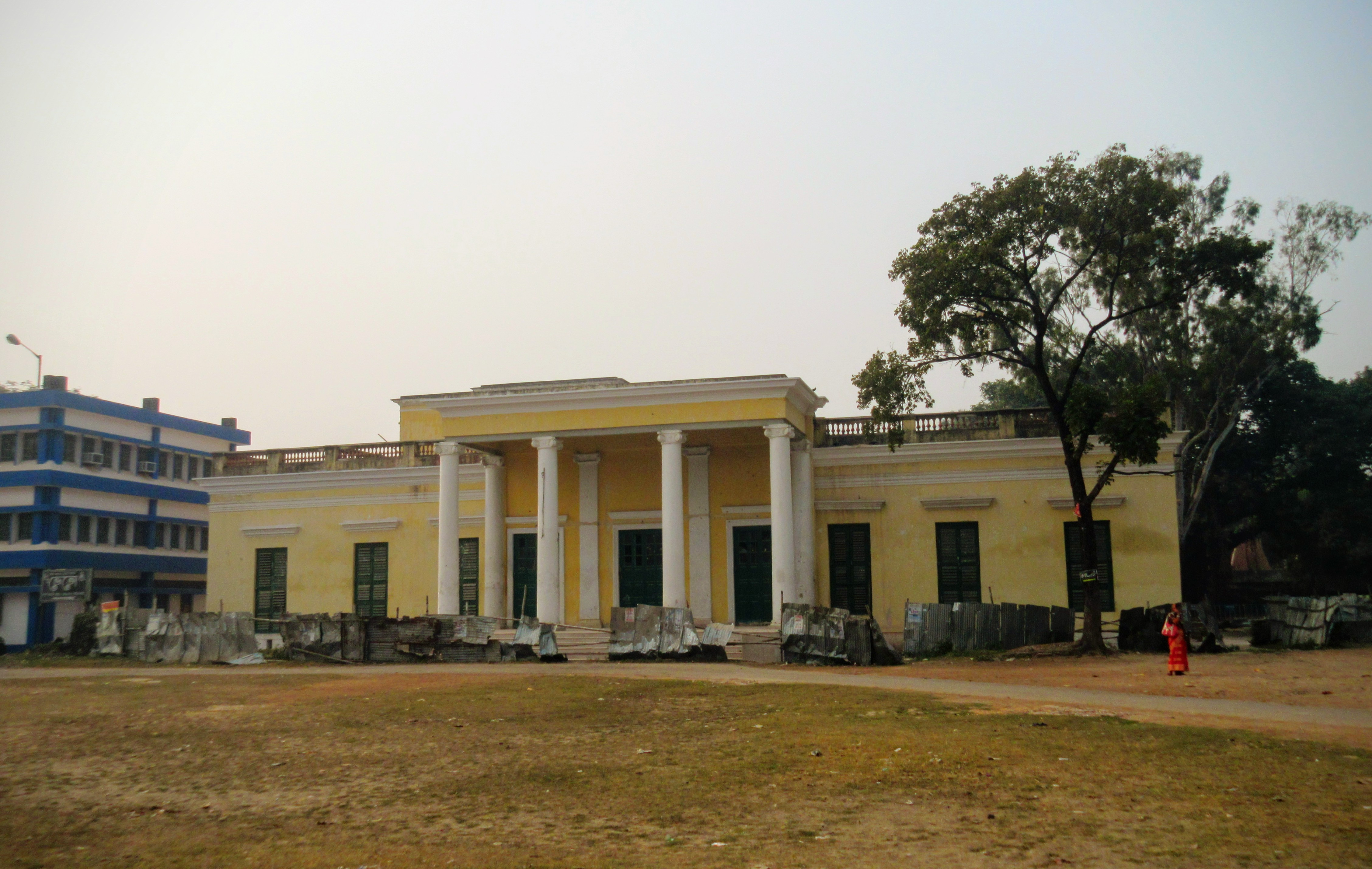
Hôtel du Gouvernement danois, Serampore.
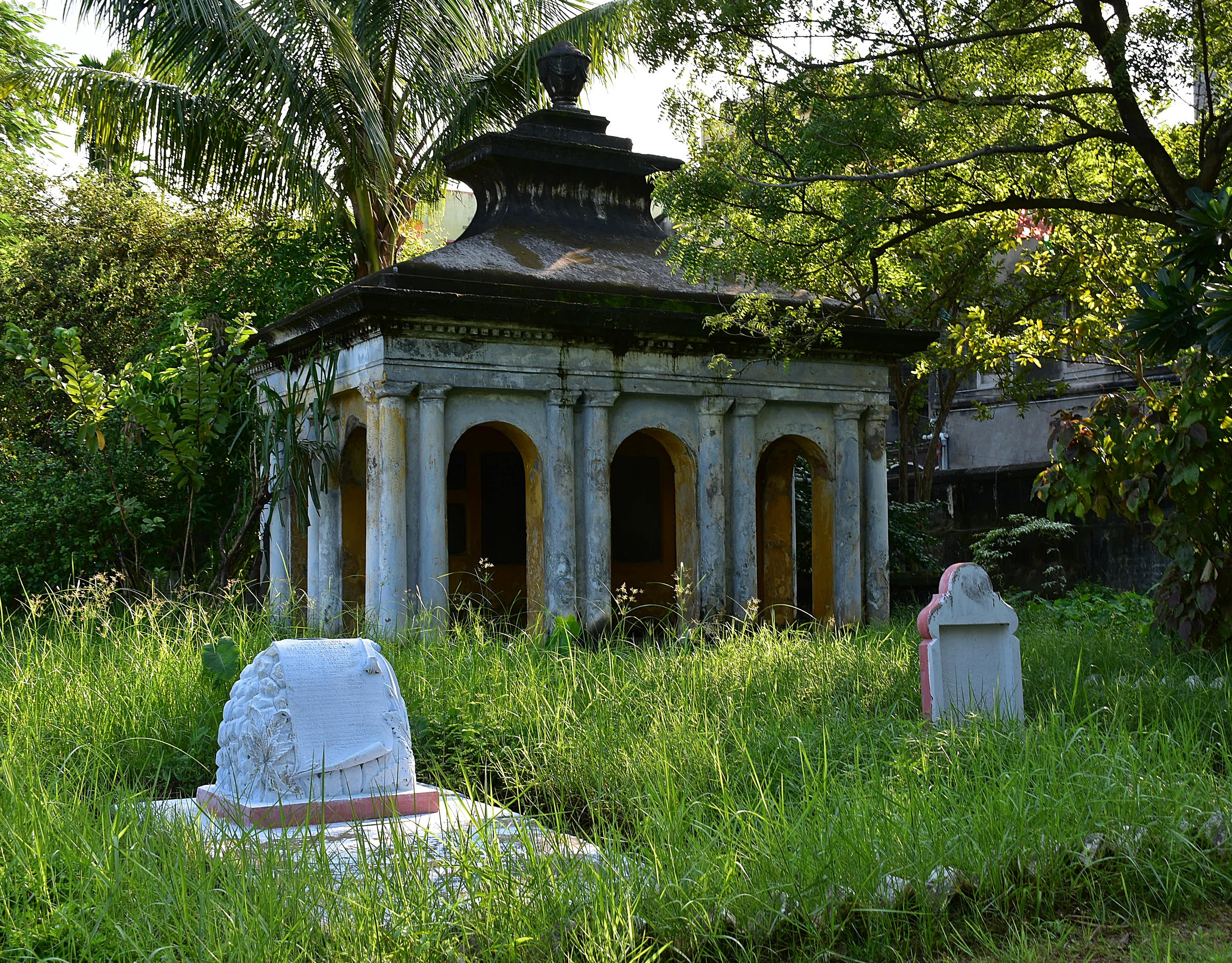
Cimetière danois, Serampore.
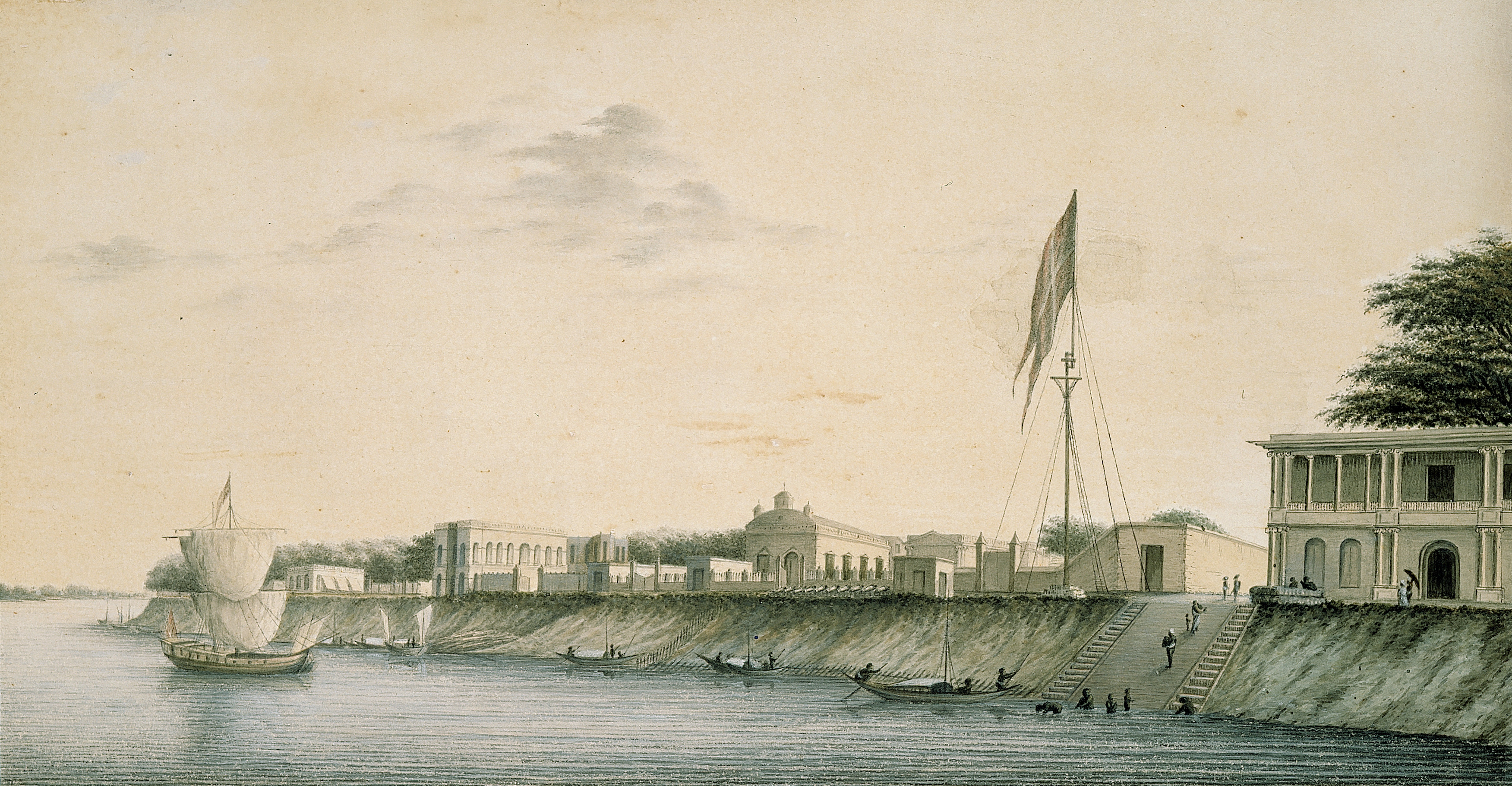
Fredrichsnagor (1790).

## Source
- (en) Cet article est partiellement ou en totalité issu de l’article de Wikipédia en anglais intitulé « Danish India » (voir la liste des auteurs).